# Sorocha lamasi
Sorocha lamasi är en skalbaggsart som beskrevs av Soula 2006. Sorocha lamasi ingår i släktet Sorocha och familjen Rutelidae. Utöver nominatformen finns också underarten S. l. satipoensis.